# 西田亨
西田 亨（にしだ とおる、1930年7月1日 - 2003年5月9日）は、アメリカ合衆国ハワイ準州（Territory of Hawaii）出身の元プロ野球選手（投手）。1959年～1961年の登録名はビル西田。

## 経歴
1951年読売ジャイアンツに入団した日系ハワイ人・与那嶺要の成功を受けて、1952年に同じく日系ハワイ人の広田順とともに巨人に入団。1年目に3勝を挙げるが、翌1953年は兵役に召集されて帰国して2年間、軍に従事した。1955年再び巨人に入団するが、わずか1勝に終わり1年で帰国した。
その後、マイナー球団のモントリオール・ロイヤルズ、フォートワース・キャッツを経て、1958年に東映フライヤーズに入団してプロ復帰。この年は土橋正幸（21勝）に次ぐ16勝、防御率2.30（リーグ8位）をマークし、オールスターゲームにも出場した。1959年は登板機会がないまま自由契約となり、1960年に大毎オリオンズへ移籍。2年目の1961年にチーム3位の9勝を挙げた。
1963年に国鉄スワローズでプレーするが1勝6敗に終わり、この年限りで引退。
引退後は、ハワイ州ホノルルで整体師となり、「ケンコー・マッサージ・クリニック」を経営した。

## 選手としての特徴
牽制が非常に優れており、自分が四球で出した走者をよく自ら牽制球でアウトにしていた。

## 人物
ハワイ出身らしい陽気な性格で、チームが負けていても口笛を吹いたり声を出したりして他の選手を励ますなど、ベンチに欠かせない存在であった。試合に負けて宿舎に戻っても、いつも持ち歩いているウクレレを取り出し、真っ裸の上に腰にタオルを巻いてハワイアンを歌って、他の選手を楽しませていたという。

## 詳細情報

### 年度別投手成績
| 年 度     | 球 団     | 登 板 | 先 発 | 完 投 | 完 封 | 無 四 球 | 勝 利 | 敗 戦 | セ 丨 ブ | ホ 丨 ル ド | 勝 率 | 打 者 | 投 球 回 | 被 安 打 | 被 本 塁 打 | 与 四 球 | 敬 遠 | 与 死 球 | 奪 三 振 | 暴 投 | ボ 丨 ク | 失 点 | 自 責 点 | 防 御 率 | W H I P |
| --------- | --------- | ----- | ----- | ----- | ----- | -------- | ----- | ----- | -------- | ----------- | ----- | ----- | -------- | -------- | ----------- | -------- | ----- | -------- | -------- | ----- | -------- | ----- | -------- | -------- | ------- |
| 1952      | 巨人      | 21    | 9     | 2     | 0     | 1        | 3     | 1     | --       | --          | .750  | 312   | 75.1     | 69       | 6           | 25       | --    | 3        | 30       | 1     | 0        | 42    | 27       | 3.20     | 1.25    |
| 1955      | 巨人      | 10    | 3     | 1     | 1     | 0        | 1     | 2     | --       | --          | .333  | 149   | 38.2     | 26       | 2           | 8        | 0     | 0        | 21       | 0     | 0        | 9     | 9        | 2.08     | 0.88    |
| 1958      | 東映      | 48    | 36    | 16    | 5     | 5        | 16    | 19    | --       | --          | .457  | 1132  | 288.2    | 226      | 12          | 68       | 2     | 4        | 184      | 4     | 1        | 91    | 74       | 2.30     | 1.02    |
| 1960      | 大毎      | 9     | 7     | 1     | 0     | 0        | 1     | 0     | --       | --          | 1.000 | 121   | 29.2     | 31       | 1           | 5        | 0     | 1        | 5        | 0     | 0        | 13    | 10       | 3.00     | 1.21    |
| 1961      | 大毎      | 32    | 15    | 2     | 0     | 0        | 9     | 6     | --       | --          | .600  | 475   | 112.2    | 113      | 11          | 31       | 2     | 7        | 54       | 0     | 0        | 50    | 42       | 3.35     | 1.28    |
| 1963      | 国鉄      | 30    | 6     | 0     | 0     | 0        | 1     | 6     | --       | --          | .143  | 319   | 76.2     | 64       | 4           | 27       | 0     | 5        | 47       | 1     | 0        | 26    | 22       | 2.57     | 1.19    |
| 通算：6年 | 通算：6年 | 150   | 76    | 22    | 6     | 6        | 31    | 34    | --       | --          | .477  | 2508  | 621.2    | 529      | 36          | 164      | 4     | 20       | 341      | 6     | 1        | 231   | 184      | 2.66     | 1.11    |

- 各年度の太字はリーグ最高

### 記録
- オールスターゲーム出場：1回（1958年）

### 背番号
- 25（1952年 - 1953年）
- 31（1955年）
- 53（1958年、1963年）
- 19（1959年）
- 15（1960年 - 1961年途中）

### 登録名
- 西田 亨（にしだ とおる、1952年 - 1953年、1955年、1958年、1963年）
- ビル 西田（ビル にしだ、1959年 - 1961年途中）